# Mūrestān
Mūrestān (persiska: مورستان, مُلءستُن) är en ort i Iran.   Den ligger i provinsen Ardabil, i den nordvästra delen av landet, 300 km nordväst om huvudstaden Teheran. Mūrestān ligger 2 013 meter över havet och antalet invånare är 262.
Terrängen runt Mūrestān är bergig österut, men västerut är den kuperad. Runt Mūrestān är det ganska glesbefolkat, med 45 invånare per kvadratkilometer. Närmaste större samhälle är Khalkhāl, 16,0 km söder om Mūrestān. Trakten runt Mūrestān består i huvudsak av gräsmarker.